# ギリシャの地方行政区画

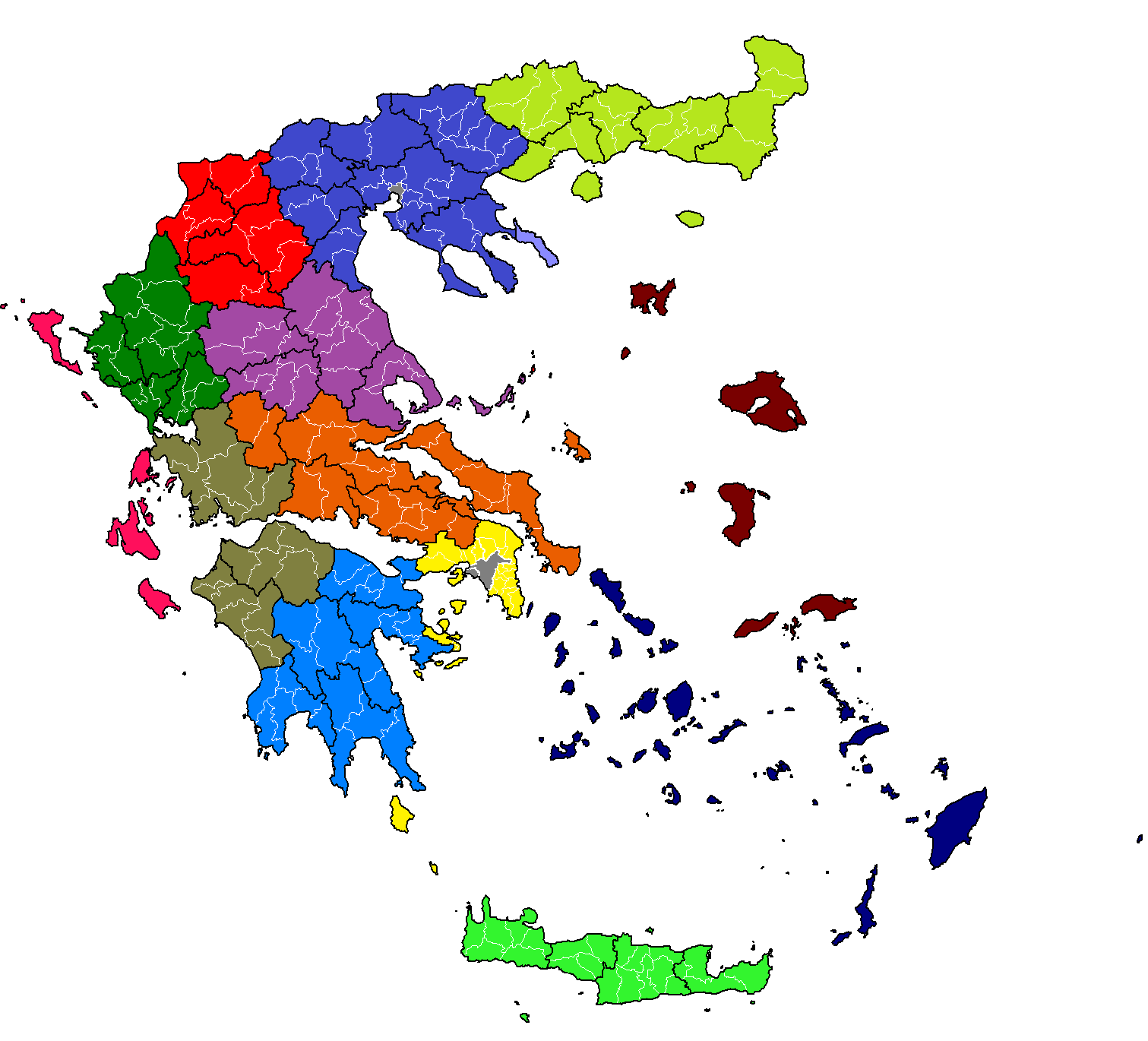
2011年以降の行政区画。色で塗り分けられたペリフェリア（地方）、黒線で画されたペリフェリアキ・エノティタ（県）、白線で画されたディモス（市）が示されている。アトス山および首都圏は異なる色で塗られている。

本項では、ギリシャの地方行政区画の詳細をしめす。あわせて、ギリシャの地方行政制度・地方自治制度についても触れる。
ギリシャでは2010年から「カリクラティス改革」と呼ばれる大規模な地方制度改革が行われ、行政区画は2011年1月1日付で大きく再編された。全土は13のペリフェリア（地方）、74のペリフェリアキ・エノティタ（県）、325のディモス（市）に区画されている。自治体は二層制で、ディモスが基礎自治体、ペリフェリアが広域自治体である。
ギリシャ共和国の主権の下に属する特殊な地域として、中央マケドニア南方のアトス自治修道士共和国（アトス山）がある。この地域はギリシャ正教修道士による特別な自治が認められており、一般の地方行政制度の外に置かれている。

## 地方行政階層

### ペリフェリア

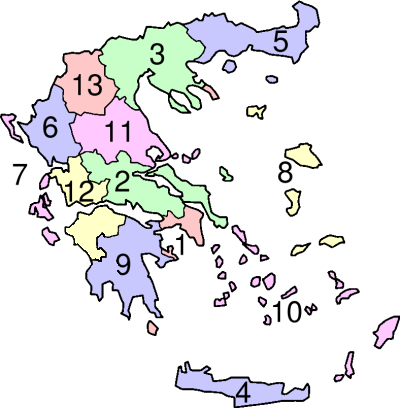
ペリフェリエス

ペリフェリア（περιφέρεια / periféria、複数形: ペリフェリエス περιφέρειες / periféries ; 英: region) は、ギリシャの広域自治体である。日本語では「地方」と訳されるほか、「広域行政地域」や「地域」、「州」が用いられることがある。
ペリフェリア知事（περιφερειάρχης / periferiarchis）とペリフェリア議会（περιφερειακό συμβούλιο / periferiako symvoulio）は、通常5年ごとに選挙を行う。
ペリフェリアは13（本土に9、島嶼部に4）あり、これは「カリクラティス改革」前と変わっていない。下表の番号は、右の地図の番号（英語表記アルファベット順）と一致している。また「綴り」の欄のギリシャ文字表記はギリシャ語版ウィキペディアの当該項目にリンクしている。人口は2001年国勢調査による。
|    | 行政区名                      | 綴り                                                         | 州都         | 面積 （Km²） | 人口      |
| -- | ----------------------------- | ------------------------------------------------------------ | ------------ | ------------ | --------- |
| 1  | アッティカ （アッティキ）     | Αττική Attikí                                                | アテネ       | 3,808        | 3,761,810 |
| 2  | 中央ギリシャ                  | Στερεά Ελλάδα Stereá Elláda                                  | ラミア       | 15,549       | 605,254   |
| 3  | 中央マケドニア                | Κεντρική Μακεδονία Kentrikí Makedonía                        | テッサロニキ | 18,811       | 1,872,370 |
| 4  | クレタ （クリティ）           | Κρήτη Kríti                                                  | イラクリオン | 8,336        | 601,131   |
| 5  | 東マケドニア・トラキア        | Ανατολική Μακεδονία και Θράκη Anatolikí Makedonía kai Thráki | コモティニ   | 14,157       | 611,067   |
| 6  | イピロス                      | Ήπειρος Ípiros                                               | ヨアニナ     | 9,203        | 353,820   |
| 7  | イオニア諸島                  | Ιόνια νησιά Iónia nisiá                                      | ケルキラ     | 2,307        | 212,984   |
| 8  | 北エーゲ                      | Βόρειο Αιγαίο Vório Egéo                                     | ミティリーニ | 3,836        | 206,016   |
| 9  | ペロポネソス （ペロポニソス） | Πελοπόννησος Pelopónnisos                                    | トリポリ     | 15,490       | 638,942   |
| 10 | 南エーゲ                      | Νότιο Αιγαίο Nótio Egéo                                      | エルムポリ   | 5,286        | 302,686   |
| 11 | テッサリア                    | Θεσσαλία Thessalía                                           | ラリサ       | 14,037       | 753,848   |
| 12 | 西ギリシャ                    | Δυτική Ελλάδα Ditikí Elláda                                  | パトラ       | 11,350       | 740,351   |
| 13 | 西マケドニア                  | Δυτική Μακεδονία Ditikí Makedonía                            | コザニ       | 9,451        | 301,539   |

### ペリフェリアキ・エノティタ
ペリフェリアキ・エノティタ（περιφερειακή ενότητα / periferiaki enotita、複数形: περιφερειακές ενότητες ; 英: regional unit）は、「ペリフェリアの構成体（ユニット）」を意味し、ペリフェリアの下位区分である。旧制度のノモス（県）に相当し、「県」とも訳される。
かつてのノモスは広域自治体であったが、「カリクラティス改革」によって廃止され、ペリフェリアを区分した行政区という位置づけのペリフェリアキ・エノティタになった。それぞれの地区は、知事と同じ政治的ブロックから選ばれた副知事（αντιπεριφερειάρχης）が長となる。
多くの場合、ペリフェリアキ・エノティタはノモスの範囲を継承しているが、島嶼部などでは旧ノモスの分割が行われており、必ずしも一致するわけではない。制度改革前にノモスは全国に51あったが、改革後のペリフェリアキ・エノティタは全国に74ある。

### ディモス
ディモス（δήμος / dímos、複数形: δήμοι / dímoi ; 英: municipalities、市）は、ギリシャの基礎自治体である。ディモスは、市長（δήμαρχος）と市議会（δημοτικό συμβούλιο）によって運営される。「カリクラティス改革」後、ディモスは全国に325ある。
通常5年ごとに選挙を行う。

### ディモスの下位区分
ディモスの下位は、以下のように区分される。
- ディモス（δήμος）
  - ディモティキ・エノティタ（δημοτική ενότητα 複数形: δημοτικές ενότητες）
    - ディモティキ・キノティタ（δημοτική κοινότητα）
    - トピキ・キノティタ（τοπική κοινότητα）

ディモティキ・エノティタ（δημοτική ενότητα 複数形: δημοτικές ενότητες）は「ディモスの構成体（ユニット）」を意味し、カリクラティス改革以前の旧自治体（ディモスとキノティタ）の区画となっている。
ディモティキ・エノティタは、さらにキノティタ（κοινότητα、複数形: κοινότητες / koinótites）に区分される。「キノティタ」（κοινότητα）あるいはキノティス（Κοινότης）は「共同体（コミュニティ）」を意味する言葉で、都市共同体をあらわすディモティキ・キノティタと、村落共同体をあらわすトピキ・キノティタの二種がある。両者の境界はおおむね人口2000人である。
これらのキノティタは、もともとは伝統的な村落共同体を、近代に入って地方行政区画として利用するようにしたもので、イタリアの「コムーネ」やスペインの「ムニシピオ」に相当する。カポディストリアス改革（1999年1月施行）によって自治体の統廃合が進められ、この単位は自治体としての地位を失った。現行制度のキノティタは「議会」を持つことができるが、キノティタ議会の役割はあくまでも市政府への助言にとどまる。
「カリクラティス改革」までは、複数のトピキ・キノティタを含む、自治体としての「キノティタ」（村）があり、ディモスとともにノモスに属していた。

## 沿革

### 独立から20世紀末まで

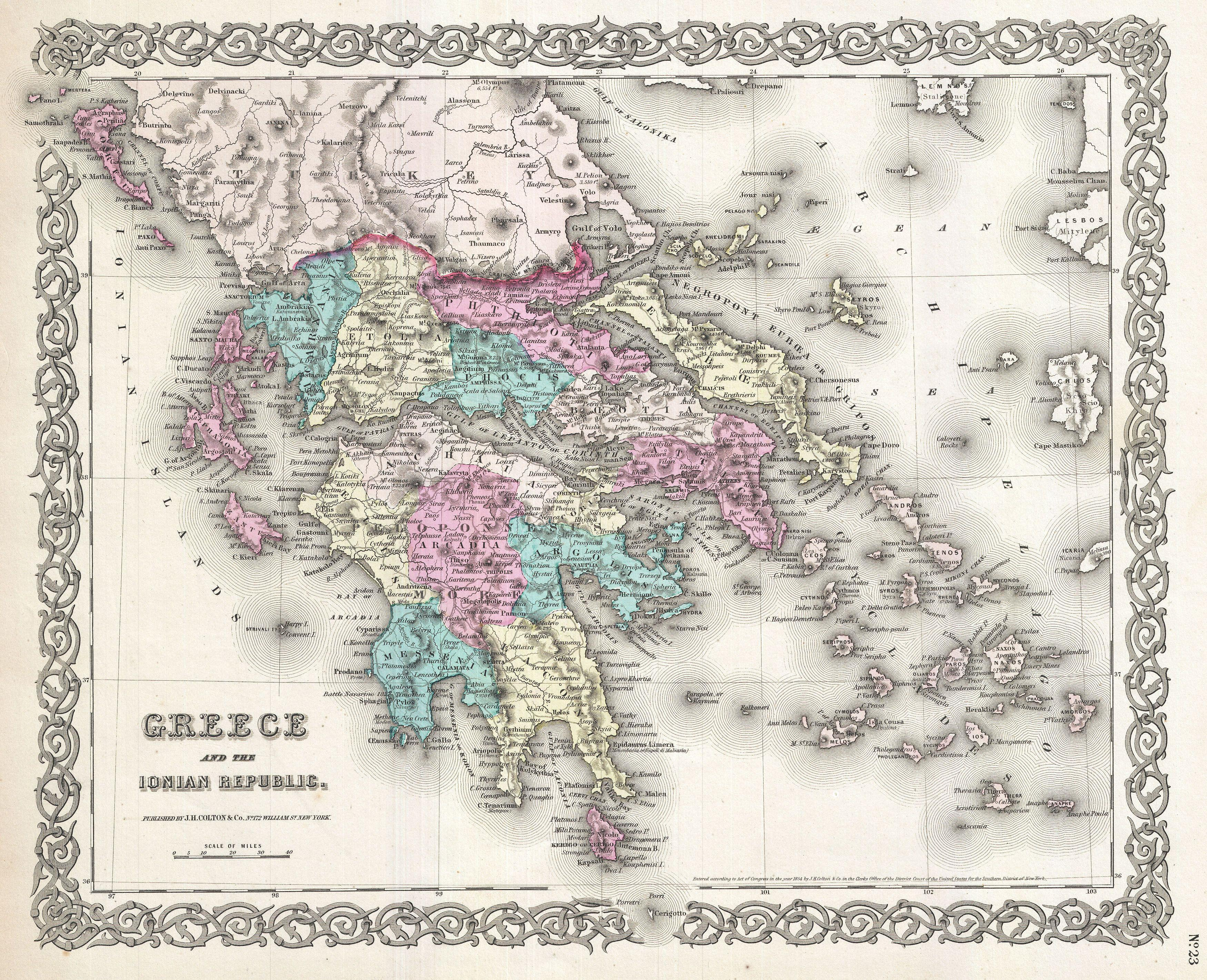
1855年のギリシャとイオニア諸島の地図

近代ギリシャの最初の行政区画は、ギリシャ独立戦争中（ギリシャ第一共和政）の1828年に、初代大統領イオアニス・カポディストリアスのもとで制定された (el:Διοικητική διαίρεση της Ελλάδας 1828) 。臨時政府が支配していたペロポネソス半島とエーゲ海の島々は13の τμήματα によって区分され、τμήματα はさらにエパルヒア（郡）によって区分された。
ギリシャ独立が承認されてギリシャ王国が建国されると、1833年に国王オソン1世のもとで地方行政制度が整えられた。全土（当時のギリシャ王国領土はペロポネソス半島、ギリシャ本土、キクラデス諸島のみからなる）は10のノモス（県）、43のエパルヒア（郡）によって区分され、さらに末端の行政区分としてディモス（市）が置かれた (el:Διοικητική διαίρεση της Ελλάδας 1833) 。ディモスの長は国王による任命となり、それまでのディモス（都市共同体）やキノティス（村落共同体）が持っていた自治権は否定された。
1836年にノモスは廃止され Διοίκηση による区分が導入されるが (el:Διοικητική διαίρεση της Ελλάδας 1836) 、1844年にクーデタが発生して立憲君主制に移行すると、1845年にノモスとエパルヒアによる区分が復活した (el:Διοικητική διαίρεση της Ελλάδας 1845) 。

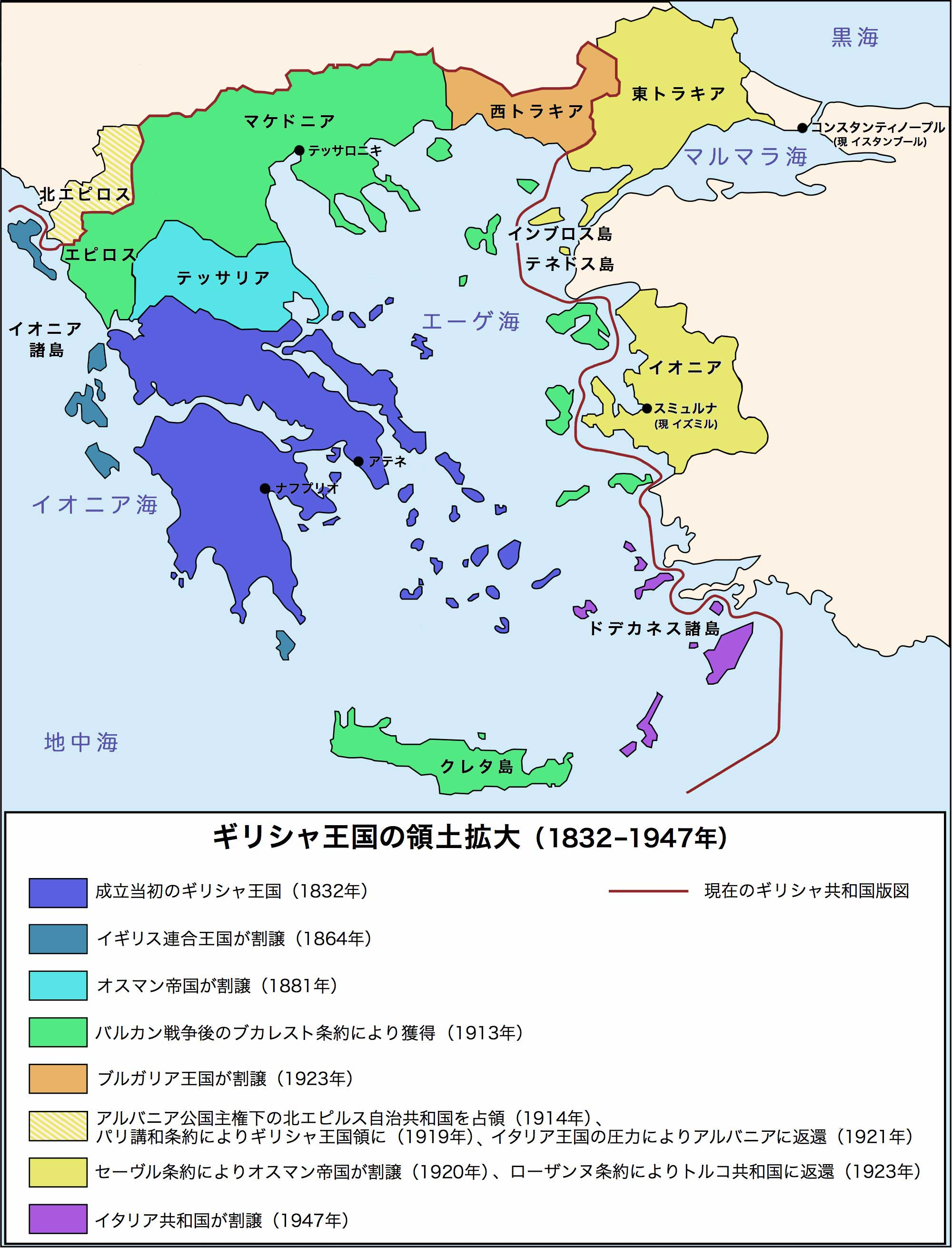
ギリシャ王国の拡大

オソン1世の退位後に迎えられたゲオルギオス1世のもと、ギリシャ王国は拡張を続ける。1864年にはイオニア諸島、1881年にはテッサリアがギリシャ領に編入され、1899年の行政区画再編によってノモスの数は26となった (el:Διοικητική διαίρεση της Ελλάδας 1899) 。1909年の改変を経て (el:Διοικητική διαίρεση της Ελλάδας 1909) 、1912年に地方制度が改められた (el:Διοικητική διαίρεση της Ελλάδας 1912) 。ギリシャはその後、クレタ・イピロス・マケドニア（1913年）、西トラキア（1923年）をその版図に組み込んだ。
第二次世界大戦後の1947年、イタリア領であったドデカネス諸島がギリシャの領土となり、現在のギリシャの領域が定まった。
1971年時点で、ギリシャ全土にはキノティタが5805、ディモスが256あり、首都圏とアトス山を除いて52のノモスが置かれていた。1971年、軍事政権（1967年 - 1974年）のもとで行われた地方制度の改変により、ペリフェリアという区分が導入された。全国は7つのペリフェリアによって区画され、それぞれに司令官が置かれたが、1973年に廃止されている (el:Διοικητική διαίρεση της Ελλάδας 1971) 。
1987年の地方制度改変に伴い、地理的な「地方」は行政区画としては廃止され、全国は13のペリフェリアによって区画されることとなった。

### カポディストリアス改革
1997年、建国の父カポディストリアスの名をとった「カポディストリアス改革」と呼ばれる地方制度の改革が行われ、1999年1月1日に施行された (el:Διοικητική διαίρεση της Ελλάδας 1997) 。
南ヨーロッパでは、イタリアのコムーネやスペインのムニシピオなど、伝統的な村落・都市共同体に由来する小規模な基礎自治体が広くみられる。ギリシャの場合はキノティタ（村落）やディモス（都市共同体）がこれに相当し、カポディストリアス改革以前は約6000あった。改革によって、基礎自治体の数は1034（ディモスが910、キノティタが124）にまとめられた。

### カリクラティス改革
2010年、「カリクラティス改革」（Πρόγραμμα Καλλικράτης）と呼ばれる大規模な地方制度改革が進められた (el:Διοικητική διαίρεση της Ελλάδας 2011) 。パルテノン神殿の建築家のひとり・カリクラテスの名を取ったこの改革は、それまで内務省による任命制であったペリフェリア知事（peripheriarch）を住民による公選とするとともに、広域自治体としては小規模であったノモス（県）の行政機能をペリフェリアに統合するなど、地方分権・地方自治の流れを促進するものであった。一方でこの改革は、経済危機を背景として地方公務員の削減を目的とするものでもあった。
2011年1月1日より行政区画も大幅に変更された。これにより1034あった基礎自治体が大幅に整理されて325になるとともに、ノモス（県）やキノティタ（村）が自治体としては消滅した。また、「カリクラティス改革」では、1つから3つのペリフェリアを管轄する apokentroménes dioikíseis が新たに設置された。「改革」以前はペリフェリアが担っていた、中央政府による地方行政監督の役割を移したものである。

## その他の行政区画

### Apokentroménes dioikíseis

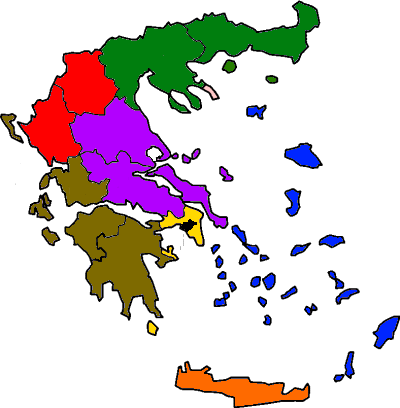
Apokentroménes dioikíseis

分権管区 (αποκεντρωμένες διοικήσεις / apokentroménes dioikíseis ; 英: decentralized administrations）は、1つから3つのペリフェリアを編成し、政府が任命した書記長（英: general secretary）が、諮問委員会（英: advisory council）の補佐を受けて運営する。諮問委員会のメンバーは、ディモスから選ばれた代議員とペリフェリア知事から構成される。
|  | 行政区名                           | 綴り                                     | 首府         | 所属ペリフェリア                       |
|  | ---------------------------------- | ---------------------------------------- | ------------ | -------------------------------------- |
|  | アッティカ                         | Αττικής                                  | アテネ       | アッティカ                             |
|  | マケドニア・トラキア               | Μακεδονίας-Θράκης                        | テッサロニキ | 東マケドニア・トラキア、中央マケドニア |
|  | エピルス・西マケドニア             | Ηπείρου - Δυτικής Μακεδονίας             | ヨアニナ     | イピロス、西マケドニア                 |
|  | テッサリア・中央ギリシャ           | Θεσσαλίας - Στερεάς Ελλάδας              | ラリサ       | テッサリア、中央ギリシャ               |
|  | ペロポネソス・西ギリシャ・イオニア | Πελοποννήσου, Δυτικής Ελλάδας και Ιονίου | パトラ       | ペロポネソス、西ギリシャ、イオニア諸島 |
|  | エーゲ                             | Αιγαίου                                  | ピレウス     | 北エーゲ、南エーゲ                     |
|  | クレタ                             | Κρήτης                                   | イラクリオン | クレタ                                 |

## かつて使われた行政区画
ギリシャでは、19世紀前半の独立から20世紀末までのうちの長い期間において、地理的な地方を最上位の行政区画とし、「地方」をノモス（県）に、ノモスをエパルヒア（郡）によって分け、伝統的な住民共同体に起源を持つキノティタス（村）やディモス（市）を末端の行政区画とする階層構造がとられてきた。
2010年、「カリクラティス改革」前の時点で、ギリシャ全土は13のペリフェリア（地方）、51のノモス（県）に区分され、1034の基礎自治体（910のディモス（市）、124のキノティタ（村））に分けられていた。

### 地理的な地方

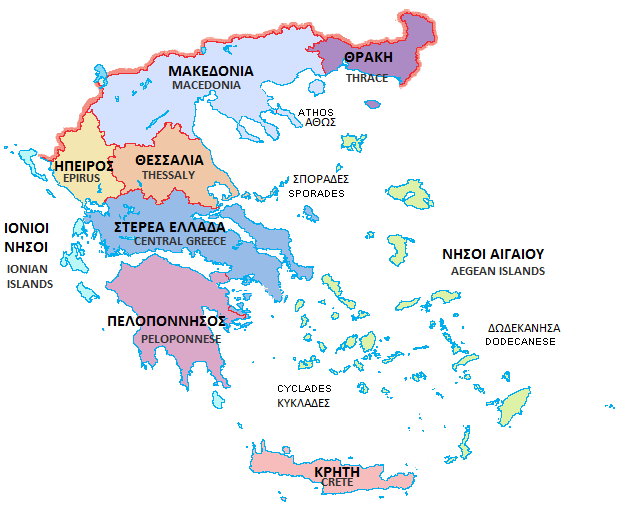
ギリシャ全土を9つに分ける地理的地方区分

地理的な区分による地方（διαμερίσματα ; 英: region, department）は、かつて行政区画として用いられてきた。日本語では「州」とも訳される。
独立当初のギリシャは、中央ギリシャ・ペロポネソスとエーゲ海諸島の一部のみを国土としていたが、ギリシャの領土拡大とともに「地方」は増え、1920年代には以下の9つとなった（行政区画としては中央ギリシャからアッティカが分けられた時期があり、10となる）。
- トラキア（英語版）
- マケドニア
- テッサリア
- イピロス
- 中央ギリシャ
- ペロポネソス
- エーゲ海諸島
- イオニア諸島
- クレタ

1987年にペリフェリアが設置され、この区画は行政区画としては廃止された。しかし、地域名称としてはよく使われる。

### ノモス

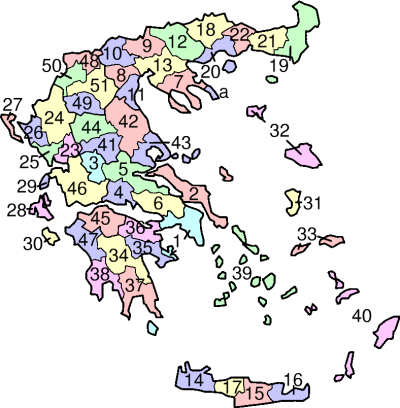
1997-2010年のノモス（県）

ノモス（νομός、複数形: νομοί ; 英: prefecture、県）は1833年以来、地方行政機関として主要な役割を果たしてきた。
「カリクラティス改革」にともない、自治体であるノモスは廃止され、ペリフェリアを構成する行政区「ペリフェリアキ・エノティタ」になった。
2010年時点のノモスは以下の通り。
| - アッティカ: - 1. アッティカ - 中央ギリシャ: - 2. エヴィア - 3. エヴリタニア - 4. フォキダ - 5. フシオティダ - 6. ヴィオティア - 中央マケドニア - 7. ハルキディキ - 8. イマティア - 9. キルキス - 10. ペラ - 11. ピエリア - 12. セレス - 13. テッサロニキ - クレタ - 14. ハニア - 15. イラクリオン - 16. ラシティ - 17. レティムノ | - 東マケドニア・トラキア - 18. ドラマ - 19. エヴロス - 20. カヴァラ - 21. ロドピ - 22. クサンティ - イピロス - 23. アルタ - 24. ヨアニナ - 25. プレヴェザ - 26. テスプロティア - イオニア諸島 - 27. コルフ - 28. ケファロニア＝イタキ - 29. レフカダ - 30. ザキントス - 北エーゲ - 31. ヒオス - 32. レスヴォス - 33. サモス | - ペロポネソス - 34. アルカディア - 35. アルゴリダ - 36. コリンティア - 37. ラコニア - 38. メッシニア - 南エーゲ - 39. キクラデス - 40. ドデカネス - テッサリア - 41. カルディツァ - 42. ラリサ - 43. マグニシア - 44. トリカラ - 西ギリシャ - 45. アハイア - 46. エトリア＝アカルナニア - 47. イリア - 西マケドニア - 48. フロリナ - 49. グレヴェナ - 50. カストリア - 51. コザニ |

### ノマルヒア
首都圏に相当するアッティカのノモスは特殊な位置づけにあり、ノモスを区分した4つ（アテネ、ピレウス、東アッティカ、西アッティカ）のノマルヒア（Νομαρχία / nomarchia、複数: νομαρχίες / nomarchies）が実際の行政機能を担っていた。ノマルヒアを県級の行政区画とみなし、ギリシャの「県」（Prefecture）を53と数えることもあった。
カリクラティス改革に伴い、ノマルヒアはアッティカ・ペリフェリアを構成する「ペリフェリアキ・エノティタ」に再編された。

### エパルヒア

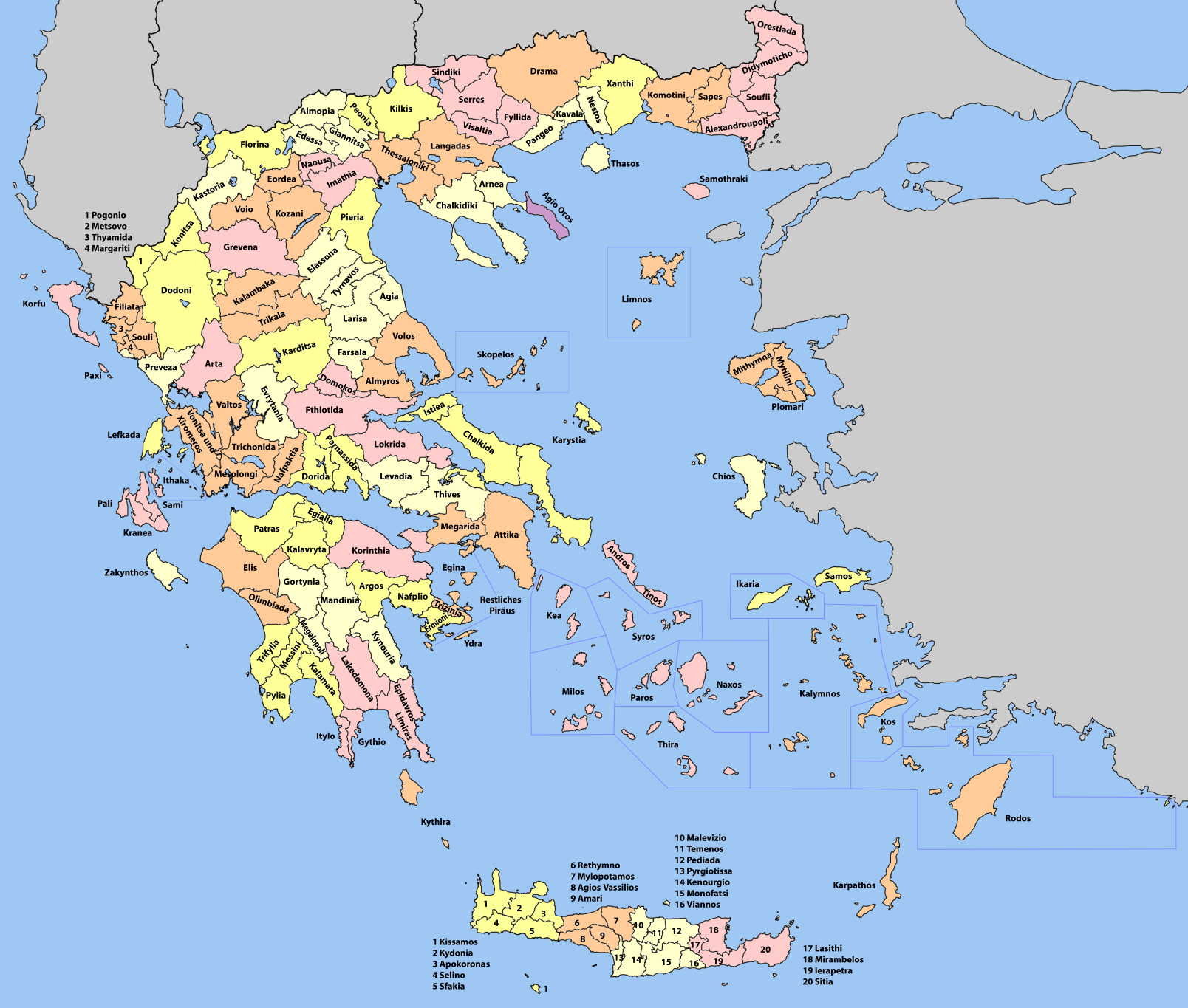
1997年以前のエパルヒア（郡）

エパルヒア（επαρχία / eparchia ; 英: Province、郡）は、第二次世界大戦以前には全土に139あり、第二次世界大戦後はドデカネス諸島がギリシャ領土に加わったことで147となった。
エパルヒアには行政機関としての実質はなく、財政や教育、選挙などの区画として用いられる程度であった。1998年の制度改革で廃止されたが、選挙区の単位としてはその後も用いられていた。しかし、2006年の地方議会選挙を最後に使われることはなくなった。

## 註
1. ↑  「地方」と訳す例として、厚生労働省検疫所＜“ギリシャ中央マケドニア地方におけるウエストナイルウイルス感染の発生（一般旅行者向け）”.   厚生労働省検疫所 (2010年8月19日). 2012年2月18日閲覧。＞やギリシャの国家機関であるギリシャ投資センター（ELKE）＜“投資奨励法 概要”.   ギリシャ投資センター（ELKE）. 2012年2月18日閲覧。＞。
2. ↑  「広域行政地域」「地域」と訳す例として、共同通信配信記事＜“ギリシャ地方選で与党勝利　政権の改革支持問う”.   共同通信 (2010年11月15日). 2012年2月18日閲覧。＞。
3. ↑  在ギリシャ日本国大使館の「運転免許証切替取扱事務所一覧」では「東アッティカ県」「西アッティカ県」などを用いている。
4. ↑  松木（1978）、p.753。
5. ↑  松木（1978）、p.752。
6. 1 2  Nick Skrekas and Alkman Granitsas "ギリシャ、地方自治体に大鉈," The Wall Street Journal, 2010年10月22日
7. ↑  「州」と訳す例として、＜吉川神津夫 (2006年). “巨匠デ・キリコ展”.   徳島県立近代美術館. 2012年2月18日閲覧。＞。
8. ↑  See the map of the National Statistical Service of Greece / NSSG (Εθνική Στατιστική Υπηρεσία Ελλάδος / ΕΣΥΕ). ()